# Nowe Polaszki
Nowe Polaszki (kaszb. Nowé Pòlaszczi) – wieś pogranicza kaszubsko-kociewskiego w Polsce, położona w województwie pomorskim, w powiecie kościerskim, w gminie Stara Kiszewa.
| SIMC    | Nazwa      | Rodzaj    |
| ------- | ---------- | --------- |
| 0173031 | Kozi Rynek | część wsi |
| 0173048 | Warszawa   | część wsi |

W latach 1975–1998 wieś położona była w województwie gdańskim.
We wsi znajduje się rzymskokatolicki kościół filialny pw. Niepokalanego Serca Najświętszej Marii Panny (konstrukcja szkieletowa z 1845 roku).